# ヴァーラスキャールヴ
ヴァーラスキャールヴもしくはヴァラスキャールヴ（古ノルド語: Válaskjálf、またはValaskjálf）は、北欧神話に出てくる、神オーディンの暮らす宮殿のことである。

## 概要
『ギュルヴィたぶらかし』には、次のような事が書かれている。
- 天には素晴らしい場所がたくさんある。ヴァーラスキャールヴという大きなところがオーディンのおわすところで、神々が作ったものであるが、輝く銀に覆われている。
- 高御座のフリズスキャールヴはここの広間にある。万物の父（オーディン）がこの御座から全世界を見わたすことができる。

『グリームニルの言葉』第6節には、次のような事が書かれている
- 親切な神々が、第3の館ヴァーラスキャールヴを銀で葺いた。ここは、その昔アース神族がはかりごと（詳細は不明）で手に入れた。